# Союз Спартака
Союз Спартака (нім. Spartakusbund) — марксистська організація в Німеччині початку XX століття. Під час Першої світової війни закликав до світової пролетарської революції, яка скине світовий капіталізм, імперіалізм і мілітаризм. З серпня 1914 року Союз Спартака входив до Соціал-демократичної партії Німеччини як опозиційна група Інтернаціонал, з 1916 року — група Спартака, з 1917 року — ліве крило відокремилося від СДПН Незалежної соціал-демократичної партії Німеччини (НСДПГ). Листопадову революцію 1918 року спартакісти зустріли поза всякими партіями і, висунувши гасло «Вся влада Радам!», домагалися встановлення в Німеччині радянської республіки. 1 січня 1919 року Союз Спартака увійшов у нову Комуністичну партію Німеччини.
Група «Інтернаціонал» була утворена за ініціативою Рози Люксембург ввечері 4 серпня 1914 року після того, як фракція СДПН у рейхстазі проголосувала за надання військових кредитів. Група виступала проти підтримуваної СДПН політики громадянського миру, висунутої кайзерівським урядом і закликала до міжнародної солідарності робітників проти війни. Група Інтернаціонал відкидала війну, яка не відповідала інтересам народів і пролетаріату і являла собою геноцид, здійснюваний панівної імперіалістичної буржуазією. У січні 1916 року група почала видавати власну газету «Листи Спартака» (нім. Spartakusbriefe), завдяки яким політична група знайшла нове ім'я. Спартак був добре відомим символом опору пригноблених проти експлуататорів і відповідав марксистській теорії історичного матеріалізму, відповідно до якого історією рухає класова боротьба.
Група Спартака в квітні 1917 року увійшла до складу нової НСДПН, зберігши статус самостійної групи. З ініціативи достроково звільненого з тюремного ув'язнення Карла Лібкнехта 11 листопада 1918 року група отримала нову назву — «Союз Спартака», який став незалежною політичною організацією.
Під час Листопадової революції Союз Спартака закликав до роззброєння військ, передачі ключових галузей промисловості народу та установі радянської республіки. Після зіткнень з кайзерівської армією, підпорядковувався тимчасовому уряду Фрідріха Еберта, Союз Спартака разом з іншими лівими реакційними організаціями утворив напередодні нового 1919 року Комуністичну партію Німеччини.